# Trío (relación sexual)
Un trío es la realización del acto sexual entre tres personas, en cualquiera de las posibles combinaciones de sexos.

## Práctica

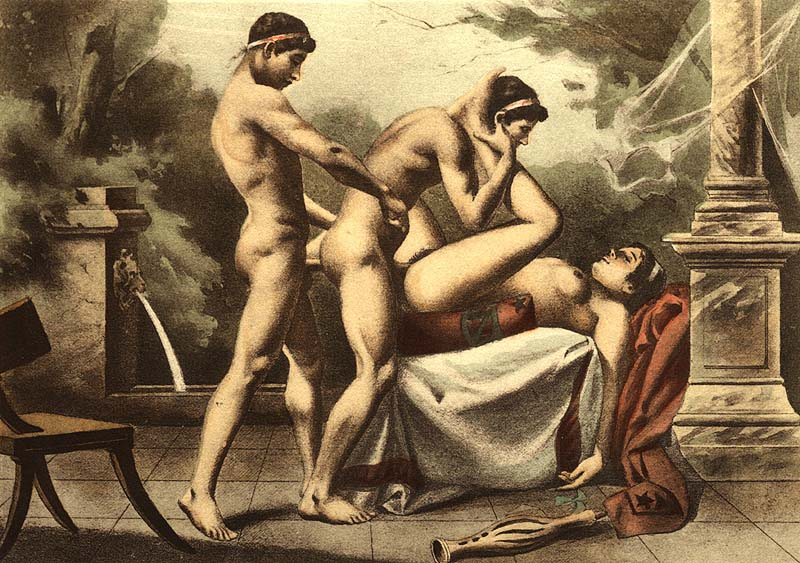
Pintura de Édouard-Henri Avril. Trío entre dos hombres y una mujer

Aunque es sexo grupal, no suele ser considerado una orgía. Puede implicar la práctica de sexo exclusivamente heterosexual, cuando hay una pareja de hombres o mujeres que se dedica a complacer al miembro impar del sexo contrario. Se practica sexo exclusivamente homosexual cuando las tres personas son del mismo sexo. Y se puede practicar ambos tipos de relaciones cuando al menos uno de los integrantes del trío es bisexual y tiene relaciones tanto con un hombre como con una mujer.

## Alternativas
Según películas pornográficas en las cuales se muestran tríos, hay varias en las que podemos encontrar diferentes temas.
- Dos mujeres y un hombre; MHM Dúplexversión 1: Cuando el hombre penetra a una mujer y da sexo oral a otra mujer.
- Dos mujeres y un hombre; MHM Dúplex versión 2: Centrada en la doble felación que es una práctica del sexo oral donde dos mujeres estimulan al mismo tiempo los testículos y el pene de un hombre.
- Dos varones con una mujer; HMH versión 1: se centra en la doble penetración de la mujer por los varones, siendo la mujer el centro de atención, pudiendo darse penetración anal o vaginal de la mujer; y sexo oral, con felación o cunnilingus.
- Dos varones con una mujer; HMH versión 2: centrado en la penetración anal o la felación entre varones; la mujer más como espectadora que como protagonista, aunque puede participar en el sexo oral.
- Tres hombres HHH: puede darse con dos participantes activos y uno pasivo, o un activo y dos pasivos, o un activo, un pasivo y uno que penetra y es penetrado a la vez.
- Tres mujeres MMM: los juegos y combinaciones pueden ser iguales al trío de hombres.

La nominación en inglés cambia, para referirse a los hombres se utiliza la sigla M de male, que a su vez sirve para decir masculino, pero en inglés se cambia la sigla; para referirse a la mujer se utiliza la sigla F que puede interpretarse como female o femenino.

## Posturas
- Daisy chain: se llama daisy chain o «cadena de acontecimientos» o «cadena de margaritas», a la postura sexual realizada entre tres o más personas, en la que cada una de ellas da y recibe sexo oral de forma simultánea. Algunas fuentes solo consideran que se trate de una daisy chain cuando está formada por 5 o más personas.

## Galería

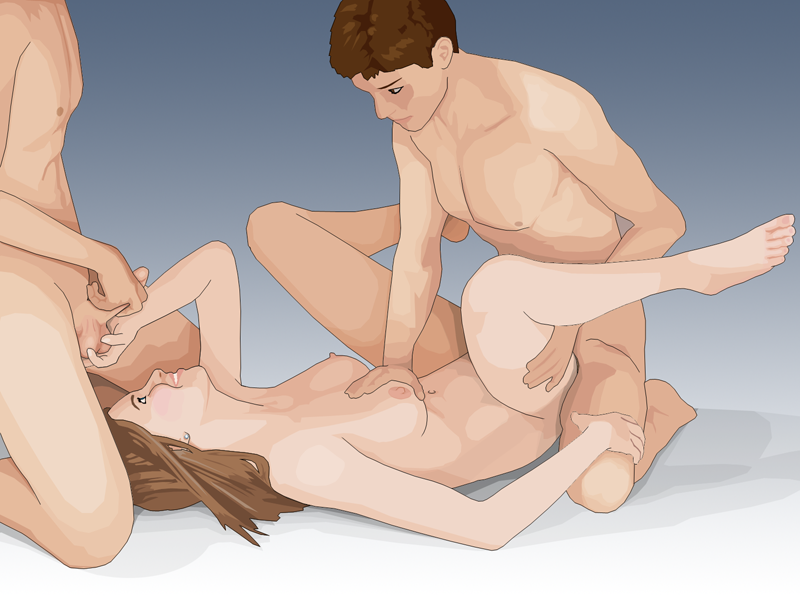
Posible postura de un trío de dos varones y una mujer.
Doble penetración
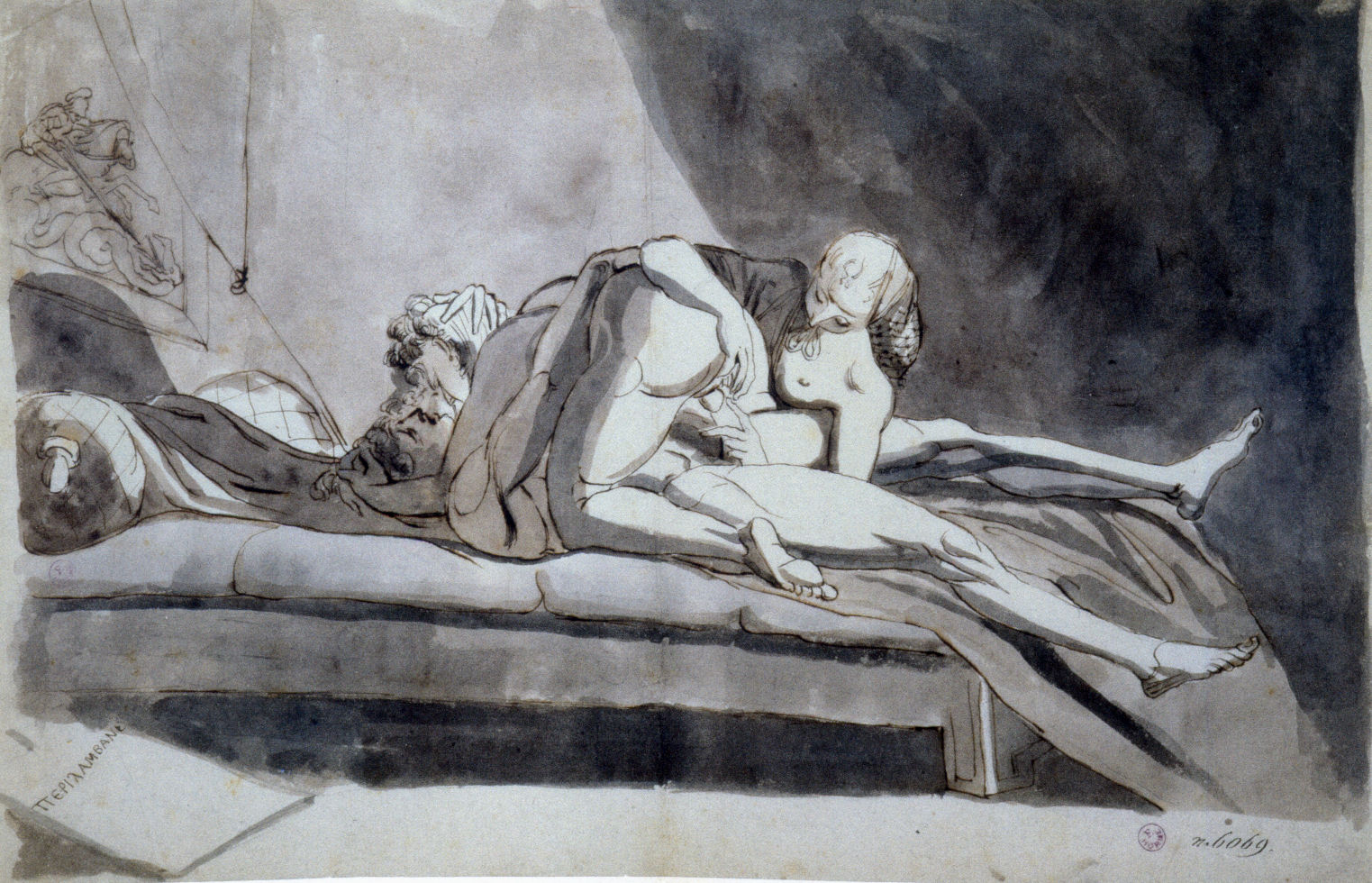
El coito involucrando a un(a) tercer(a)
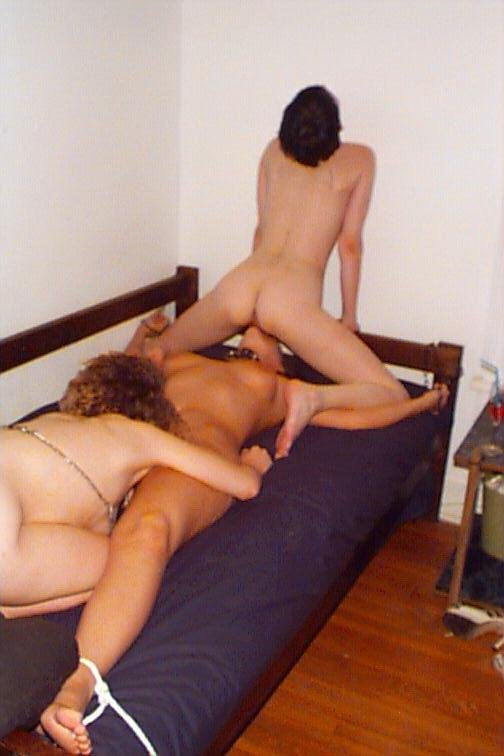
Un trío formado por tres mujeres.
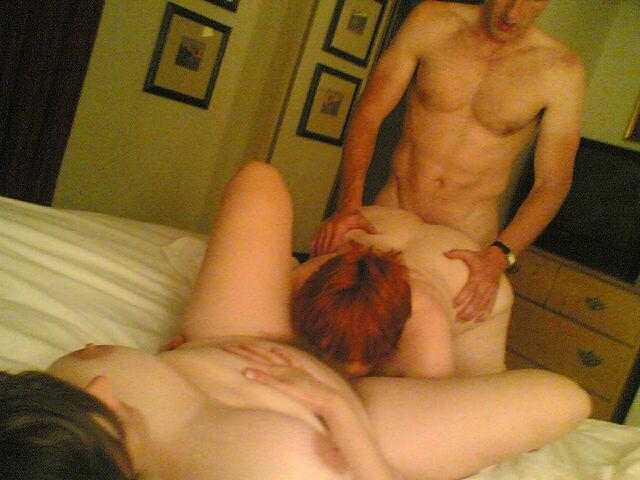
Trío (tres mujeres)